# Conseil général (Andorre)
Pour les autres articles nationaux ou selon les autres juridictions, voir Conseil général.
IXe législature
Nouveau Conseil général d'Andorre
Le Conseil général (en catalan : Consell General) est l'organe législatif monocaméral de la principauté d'Andorre. Il est composé de 28 membres, appelés « conseillers généraux », élus selon un système mixte pour un mandat de quatre ans.
Créé sous le nom de « Conseil de la Terre » en 1419, il prend le nom de « Conseil général » lors de la réforme de 1866. Il adopte son organisation actuelle par la Constitution de 1993. Depuis 2011, il siège au nouveau Conseil général, à l'exception des sessions traditionnelles qui restent à la Casa de la Vall à Andorre-la-Vieille.

## Histoire

### Conseil de la Terre
Le Conseil général est l'une des plus anciennes institutions du pays. Elle a pour origine les réunions tenues au milieu du XIVe siècle sous le porche des églises andorranes pour traiter du gouvernement et de l'organisation des vallées.
Le Conseil est légitimé le 11 février 1419 d'un privilège signé par Mgr Francesc de Tovià sur la demande d'Andreu Alàs, et ratifié le 17 novembre de la même année par le lieutenant du comte Jean Ier. Le Conseil est donc l'un des plus anciens parlements d'Europe.
Étant donné la nécessité de disposer d'un organe représentant tous les habitants d'Andorre lorsqu'il est nécessaire de défendre les intérêts de l'ensemble des paroisses de la Vallée, il est décidé de réglementer une pratique existante à cette époque, consistant à l'élection des représentants de chaque paroisse, souvent à la tête des plus puissantes chambres, avec le déséquilibre des intérêts et de la représentativité qui en découle.
Initialement, le conseil est présidé par deux officiers élus chaque année et se réunit une fois par an. Les administrateurs — élus par le même conseil — sont chargés de veiller au respect des décisions prises par le conseil, qu'ils représentent pendant toute une année. Au milieu du XVe siècle, le nombre de membres du Conseil est stabilisé à 24, de sorte que cette institution est également connue sous le nom de « Conseil des vingt-quatre ». C'est à cette époque — en 1446 — que le premier document de nature législative enregistré à Andorre est rédigé.
Au départ il n'y a pas de siège fixe pour la tenue des réunions du conseil ; celles-ci sont souvent célébrées au cimetière, sous le porche d'une église ou sur la place d'Andorre-la-Vieille. La documentation générée par le Conseil est archivée dans une arche en bois déposée à l'église Sant Esteve d'Andorre-la-Vieille. À une date inconnue, un bâtiment situé près de la Casa Guillemó est acquis en tant que siège permanent du Conseil, bien que l'on ne sache pas exactement de quel édifice il s'agit. Celui-ci est utilisé jusqu'au XVIIe siècle.
Au cours des siècles, et déjà à l'époque moderne, le Conseil de la Terre devient l'épine dorsale du gouvernement d'Andorre, intervenant dans l'élection des baillis et des notaires — pour proposer aux électeurs du pays le nom des candidats — lors de l'élection des postes de justice et arbitrer les conflits entre paroisses et individus. De plus, le Conseil de la Terre moderne surveille l'ordre public, la santé et l'état des routes, et est responsable de la fixation du prix des produits essentiels et du contrôle des poids et mesures. En 1702, le siège du Conseil s'installe dans la maison ancestrale de la famille Busquets à Andorre-la-Vieille, achetée pour 1 650 livres, connue sous le nom Casa de la Vall. Les conseillers siègent dans ce bâtiment pendant les séances. Ils sont vêtus de robes avec un manteau noir (gambeto) et portent un bicorne — dans le cas des syndics — ou un tricorne — pour les conseillers — afin d'afficher publiquement l'égalité entre tous les membres du Conseil. Ses uni fumets sont encore utilisés aujourd'hui dans les cérémonies solennelles.
En temps normal, le Conseil de la Terre se réunit six fois durant l'année :
- Consell de Setmana Santa (avril) ;
- Consell de Sancogesma o Cinquagesma (juin) ;
- Consell de l'Afor (en été ou en automne) ;
- Consell de Tots Sants (en alternance) ;
- Consell de Sant Andreu (novembre) ;
- Consell de Sant Tomàs (décembre).

Si nécessaire, des sessions extraordinaires sont convoquées par les syndics — personnes élues par le même Conseil, devenues délégués et représentants —, par les conseillers ou par un particulier disposant de revenus suffisants pour couvrir les frais de la réunion. Au cas où un sujet de grande importance soit traité, sont convoqués à la réunion des membres du Conseil de la Terre, les consuls des paroisses et les plus gros contributeurs de chaque paroisse, spécifiquement désignés par les communes.

### Conseil général
En 1866, Guillem d'Areny i Plandolit, noble et propriétaire terrien, dirige la Nova reforma qui réforme l'organisation du Conseil. Le nouveau « Conseil général » est composé de 24 membres, élus par les syndics, et tous les chefs de famille y participent. En 1933, une deuxième réforme majeure autorise le suffrage universel masculin et, en 1970, instaure le suffrage universel féminin.

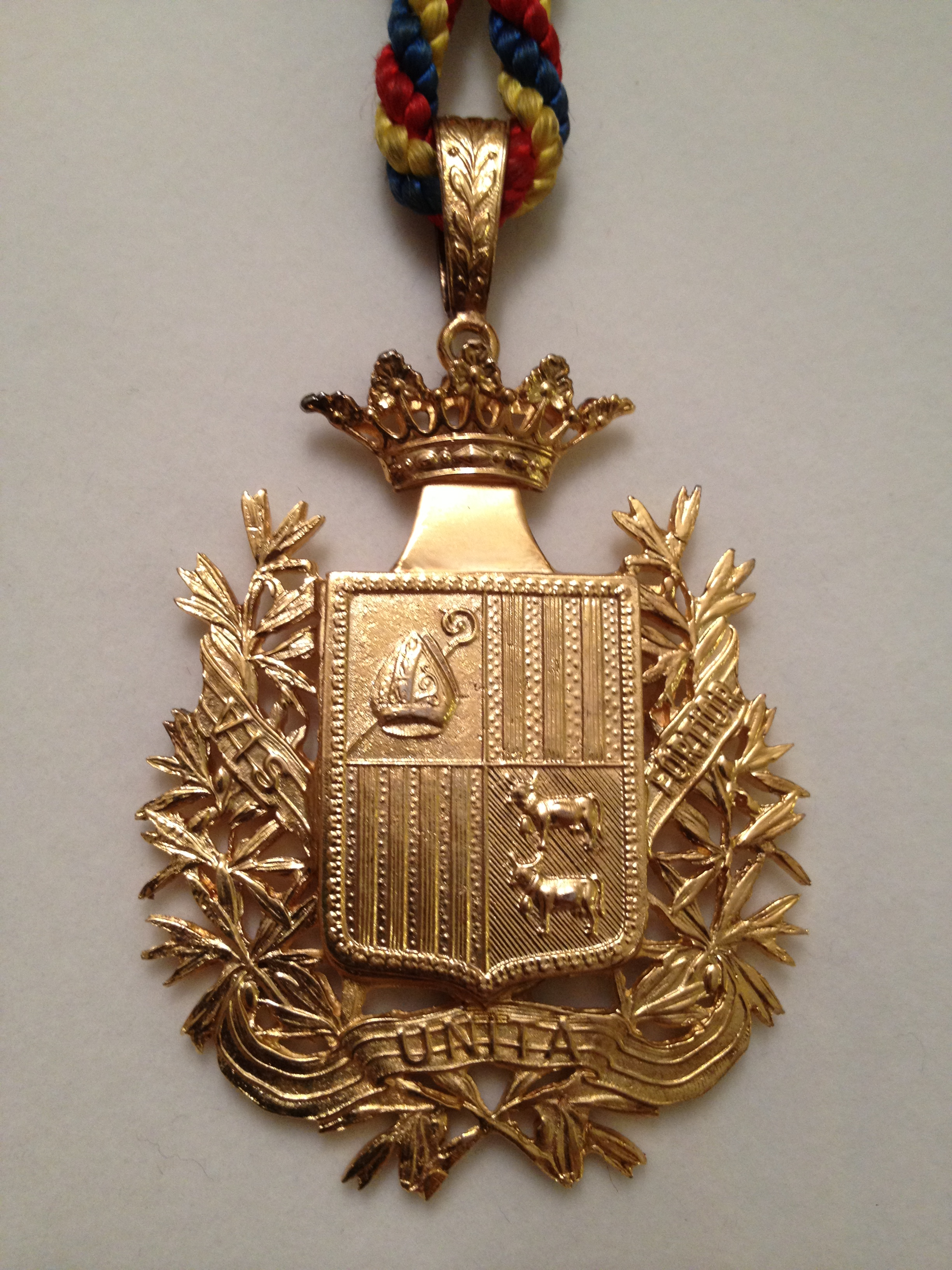
Médaille de conseiller général.

À cette époque, il n'existe de distinction entre le pouvoir législatif et le pouvoir exécutif en Andorre. En 1981, les transformations économiques, sociales et démographiques d'Andorre conduisent à la création du premier gouvernement, sous le nom de Conseil exécutif. 
Les réformes se poursuivent et aboutissent à la promulgation de la première constitution du pays, en 1993, qui donne au Conseil sa structure actuelle.

## Rôle institutionnel

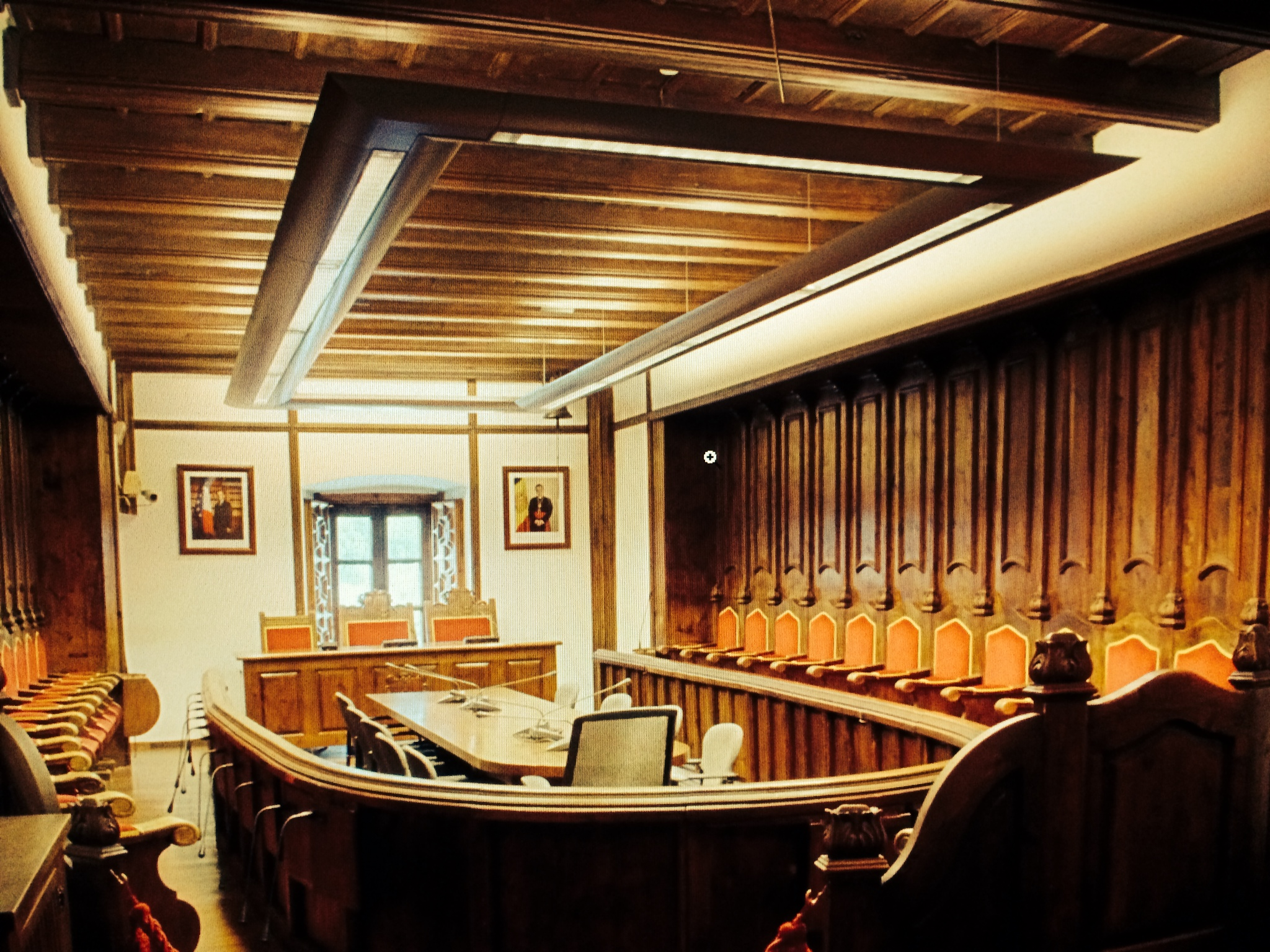
Ancien hémicycle du Conseil général dans la Casa de la Vall.

L'article 50 de la Constitution de 1993 dispose le rôle du Conseil général :

« Le Conseil général, qui assure une représentation mixte et paritaire de la population nationale et des sept paroisses, représente le peuple andorran, exerce le pouvoir législatif, approuve le budget de l'État, donne l'impulsion à l'action politique du gouvernement et la contrôle. »

## Système électoral
Le Conseil général est composé de 28 sièges pourvus tous les quatre ans au suffrage universel direct, dont la moitié au scrutin majoritaire plurinominal dans sept circonscriptions électorales de deux sièges chacune correspondant aux paroisses du pays. Les quatorze sièges restants sont pourvus au scrutin proportionnel plurinominal à liste fermée dans une unique circonscription nationale, la répartition se faisant après décompte des voix selon la méthode dite du plus fort reste. Les électeurs ont ainsi à remplir deux bulletins de vote séparés, dans le cadre d'un scrutin parallèle. Les candidats figurant sur une liste paroissiale ne peuvent figurer sur celle nationale

## Organisation

### Syndicature
La Syndicature (en catalan : Sindicatura) est l'organe directeur du Conseil qui traite des aspects administratifs et de l'organisation parlementaire.
Il est composé du Syndic général, du Sous-syndic général et de deux secrétaires qui sont eux-mêmes conseillers généraux.

### Conseil des présidents
Le Conseil des présidents (en catalan : Junta de Presidents) rassemble les présidents des groupes parlementaires ; il est présidé par le Syndic général assisté par ses secrétaires. Le conseil des présidents organise le calendrier des sessions et aborde, entre autres, la préparation des débats et la participation du Conseil à des manifestations internationales.
Outre les présidents de groupe, le Conseil peut être composé, avec procuration, des autres membres de la Syndicature et d'un représentant du gouvernement. 

### Plénière
La plénière (en catalan : El Ple), présidée par le Syndic général, est l'organe suprême et fondamental du Conseil général ; chaque session plénière est découpée en deux périodes ordinaires : de mars à juin et de septembre à décembre.
Il existe trois types de sessions :
- Les sessions ordinaires, qui ont lieu tous les mois ;
- Les sessions extraordinaires sont celles convoquées, en accord avec la Commission permanente, en dehors des périodes ordinaires ;
- Les session traditionnelles (le 14 mars, jour de la Constitution, et le 21 décembre, session de Saint-Thomas) sont tenues à la Casa de la Vall, les conseillers généraux portent alors les vêtements traditionnels, un manteau et un tricorne tandis que le syndic général porte une cape et un bicorne avec la médaille de l'autorité.

Les séances plénières sont publiques et diffusées en direct à la télévision.

### Conseillers généraux
Le Conseil général se compose d'un minimum de vingt-huit et d'un maximum de quarante-deux conseillers généraux ; ce nombre est en pratique de vingt-huit depuis 1993. Quinze jours après leur élection, les conseillers généraux sont installés. Pendant cette session, le Syndic général et le Sous-syndic général sont élus à la tête du Conseil. Huit jours plus tard, le Conseil se réunit une nouvelle fois : durant cette session ; le chef du gouvernement (Cap de Govern) est choisi parmi les conseillers.

### Commissions
Le Conseil général est composé de huit commissions parlementaires permanentes et d'une commission d'enquête :
| Commission | Président                 | Parti | Parti    |
| --- | ------------------------- | ----- | -------- |
| Justice, Intérieur et Affaires institutionnelles                                                                  | Cerni Escalé Cabré        |       | Concorde |
| Politique étrangère                                                                                               | Berna Coma González       |       | DA       |
| Économie | Meritxell Alcobé Font     |       | PS       |
| Finances et Budget                                                                                                | David Montané Amador      |       | DA       |
| Politique territoriale, Urbanisme et Environnement                                                                | Jordi Casadevall Touseil  |       | Concorde |
| Santé | Manuel Linares Folgueiras |       | CC       |
| Affaires sociales et Égalité                                                                                      | Noemí Amador Pérez        |       | AE       |
| Éducation, Recherche, Culture, Jeunesse et des Sports                                                             | Susanna Vela Palomares    |       | PS       |
| Suivi et pérennisation des pensions de la Caisse andorrane de sécurité sociale                                    | Maria Martisella González |       | DA       |
| Commission d'enquête pour élucider les incidents liés au paiement irrégulier de pensions d'invalidité par la CASS | Judith Casal Álvarez      |       | PS       |